# 西澳光鰓魚
西澳光鰓魚（學名：Chromis westaustralis），又稱西澳光鰓雀鯛，是輻鰭魚綱鱸形目雀鯛科光鰓魚屬的其中一種，分布於東印度洋澳洲奧爾巴尼與西北角海域，深度2至75公尺，體長可達8.5公分，棲息在珊瑚礁和岩礁區，以浮游生物為食，繁殖期時成對出現，雄魚會守護卵直到孵化，生活習性不明。